# Anomalotoechus quasitypicus
Anomalotoechus quasitypicus är en mossdjursart som beskrevs av Ernst 2008. Anomalotoechus quasitypicus ingår i släktet Anomalotoechus och familjen Atactotoechidae. Inga underarter finns listade i Catalogue of Life.